# 中國文化大學情人坡
25°08′03″N 121°32′23″E / 25.134091°N 121.539625°E

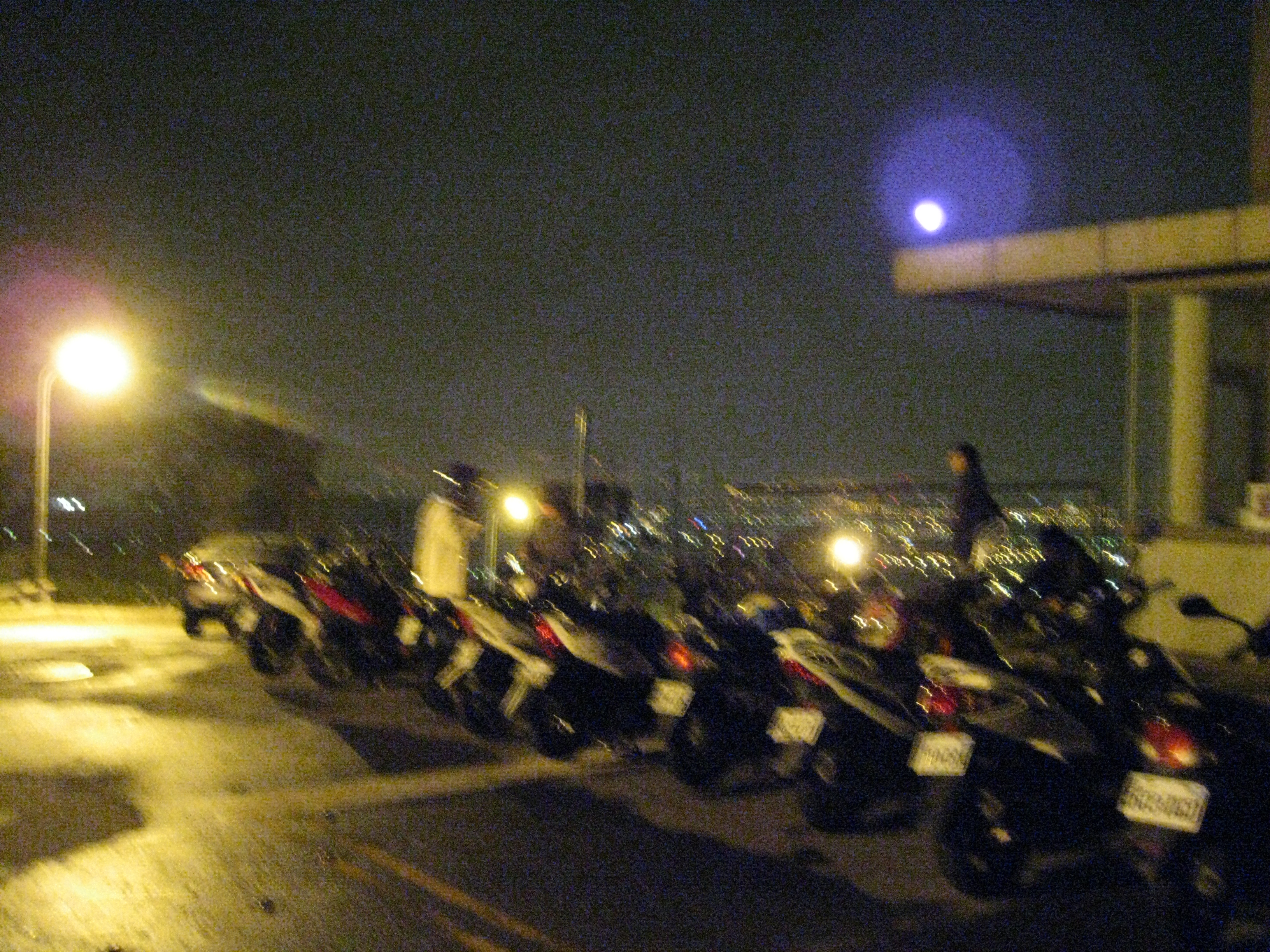
中國文化大學情人坡夜景

中國文化大學情人坡，或稱文化大學後山情人坡，為中國文化大學周邊景點之一，位於臺北市陽明山上華岡地區後山的下東勢產業道路，緊鄰陽明山國家公園，由中國文化大學體育館後門至下東勢產業道路形成一處下坡道。下臨關渡平原，可俯瞰整個台北市市區、淡水河與臺北港，是臺北知名觀賞夜景之景點，常有情侶觀賞夜景，故暱稱情人坡。為2015年網路溫度計票選台灣絕美十大夜景之冠軍、亦為台北市知名夜景之一。

## 交通方式
- 大眾運輸工具：搭乘台北捷運信義線至劍潭站下車，搭乘台北市聯營公車紅5、260線，中國文化大學站牌下車步行約15分鐘。

## 周邊景點
- 中國文化大學
- 陽明山國家公園
- 花卉試驗中心
- 水管路步道